# Општина Ракоаса (Вранча)
Ракоаса (рум. Răcoasa) општина је у Румунији у округу Вранча.
Oпштина се налази на надморској висини од 328 m.